# Жерновка (исторический район)
Жерно́вка — исторический район в восточной части Санкт-Петербурга. Граница проходит по реке Охте, Индустриальному проспекту и проспекту Ударников.

## Наименование
Название происходит от деревни (известна с 1778 года), находившейся на левом берегу реки Жерновки (Лапки) при впадении её в Охту.

## История
Деревня Жерновка обозначена на карте окрестностей Санкт-Петербурга 1831 года. Тогда в ней насчитывалось 10 домов. В соседней деревне Устье Жерновка — шесть домов. Деревня исчезла в начале 1970-х годов в ходе застройки жилого района Ржевка-Пороховые. Название сохранилось в наименованиях 1—6-й Жерновских улиц (до декабря 1956 года — 1—6-я линии). Они расположены на Пороховых и ведут в сторону Жерновки.

## Достопримечательности

### Усадьба «Жерновка»(Ириновский проспект, дом 9)
Усадьба «Жерновка» или Дача Безобразовых построена в 1780-е гг. для М. И. Донаурова, предположительно по проекту Дж. Кваренги. Интерьеры славились своим фресковым убранством. В XIX веке по имени новых владельцев называлась дачей Безобразовых. В советское время здание дачи было перестроено, восстановлено в начале 1980-х годов. В конце 1917 года усадебный дом был передан Полюстровскому волостному исполкому, в 1924 году здание передано рабочим организациям двух заводов для использования под клуб. Сейчас ведётся реставрация усадьбы.

## Транспорт
Ближайшие станции метро к Жерновке:   «Ладожская» (пешком 3,5 км).